# Кесо де мано
Кесо де мано (от испанского Queso de Mano — сыр ручной выработки) — мягкий белый сыр, производимый в Венесуэле. Сыр многим напоминает итальянскую моцареллу. Кесо де мано часто употребляется в качестве начинки для таких блюд, как качапа и арепа. Сыр изготовляется из коровьего молока с примесью овечьего.
В штате Боливар существует местный вариант, называющийся Кесо Гуайанэс.